# Friedrich Konrad Beilstein
Friedrich Konrad Beilstein (Фридрих Конрад Бейльштейнo), també anomenat Fiódor Fiódorovich Beilshtéin (Бейльштейн, Фёдор Фёдорович) (Sant Petersburg, 17 de febrer de 1838 - 18 d'octubre de 1906) va ser un químic rus-alemany, fundador i primer editor del conegut "Manual de Química Orgànica" (Handbuch der organischen Chemie). La primera edició d'aquesta obra, en 1881, registrava 1 500 compostos en 2 200 pàgines. Actualment aquest Manual es coneix com la "Base de dades de Beilstein".

## Biografia
El seu pares Karl Friedrich Beilstein i Katharina Margarete Rutsch, eren originaris d'Alemanya i s'havien establert a Sant Petersburg l'atelier de cintura del seu oncle, Konrad Rutsch. Friedrich Konrad patió per a Alemanya als 15 anys, per a estudiar Químical sota l'adreça de Robert Wilhelm Bunsen i Friedrich August Kekulé en la Universitat de Heidelberg, després amb Justus von Liebig en la universitat de Múnic i finalment amb Friedrich Wöhler en la Universitat de Göttingen, on es va doctorar l'endemà passat l'altre de complir 20 anys, amb una monografia sobre la mureixida. Després va continuar estudis en la Sorbona de París, amb Charles Friedel i Charles Adolphe Würtz i en la Universitat de Breslau amb Carl Löwig. Beilstein va ser designat "Docent" (mestre de conferències) en 1860 i en 1865 va ser nomenat professor extraordinari de la Universitat de Göttingen. En 1866 va succeir a Dmitri Mendeléiev en l'Institut de Tecnologia de Sant Petersburg. Va obtenir llavors la nacionalitat russa. En 1883 va ser designat membre de l'Acadèmia de Ciències de Rússia. Es va jubilar en 1896.

## Treballs
En 1862 va obtenir àcid acrílic mitjançant la destil·lació d'àcids hidroacrílicos. Les seves investigacions es van concentrar en els compostos aromàtics. En 1896 va establir per a la cloració del toluè una regla important que afirma que l'halogenació dels alquilbencens mitjançant calor, s'efectua principalment sobre la cadena d'alquès (per exemple el clorur de bencil), mentre que en fred o en presència d'un catalitzador (per exemple de iode), l'halogenació té lloc sobre el grup benzè. Va desenvolupar la prova de detecció dels compostos halogens orgànics, que ara es coneix com a Test de Belstein. El test de Beilstein és positiu quan es produïx halur de coure volàtil, que dona a la flama un color blau-verdós, en escalfar un halogenur d'alquil amb òxid de coure. És el mètode més senzill per a determinar la presència d'un halogenur d'alquil, encara que no diferencia si l'halogen és clor, brom o iode.